# The Authentics
The Authentics so italijansko-slovenska ska skupina, ki so jo leta 1999 ustanovili pevec Andrej Rismondo in zamejski glasbeniki iz Trebč ter okoliških vasi v zaledju Trsta. Igrajo klasičen ska, v katerega vključujejo tudi elemente reggaeja, rocksteadyja, bluesa in funka.
Po vrsti nastopov, kar je vključevalo tudi glasbeno spremljavo predstave Ta veseli dan ali Matiček se bo uoženu Slovenskega stalnega gledališča iz Trsta (2001) so leta 2002 izdali demo ploščo. Sledil je album v živo, posnet na Rai FJK, temu pa leta 2011 prvenec, naslovljen Ska. Ob 20. obletnici delovanja, leta 2019 so izdali svoj drugi album, ki so ga pospremili z velikim koncertom v Trebčah. Med odmevnejšimi nastopi je bil še tisti kot predskupina zasedbi The Skatalites v Ljubljani, izvedli pa so tudi nekaj nastopov na večjih festivalih, kot je Sunsplash.

## Zasedba
- Andrej Rismondo (vokal in trobenta)
- Marko Zupan (kitara)
- Ilija Ota (kitara)
- Dean Kralj (bas kitara in spremljevalni vokal)
- Jordan Kalc (bobni)
- Davor Berdon (saksofon)
- Luka Carli (saksofon)
- Ivan Gabrovec (saksofon)
- Igor Ciuffarin (trombon)

## Diskografija
- Ska (Sound Development, 2011)
- XX An Audio Celebration Of Our First Twenty Years (Ps In Mačka Records, 2019)